# Bunkeflostrand
Bunkeflostrand – miejscowość (tätort) w Szwecji, w regionie administracyjnym (län) Skania, w gminie Malmö.
Według danych Szwedzkiego Urzędu Statystycznego liczba ludności wyniosła: 13 048 (31 grudnia 2015), 14 135 (31 grudnia 2018) i 14 437 (31 grudnia 2019).